# Journey into Space
Journey into Space is een Britse roman van Toby Litt uit 2009. Hoewel het verhaal zich in de ruimte afspeelt is het geen typisch sciencefictionboek, Litt staat bekend als een literaire schrijver. Menselijke relaties en psychologie spelen een belangrijkere rol dan techniek.

## Samenvatting
Het boek speelt zich af op de UNSS Armenia, een generatieschip van de Verenigde Naties dat op weg is van de Aarde naar een andere planeet. Dit is een reis die meer dan honderd jaren zal duren, langer dan een mensenleven. Het schip is al zo lang onderweg dat de oorspronkelijke passagiers op een na allang dood zijn en degenen die aan zullen komen op de planeet moeten nog geboren worden. De generaties ertussen zijn geboren op het schip en zullen erop sterven.
August en Celeste maken deel uit van een van de tussenliggende generaties. Zij hebben de Aarde nooit meegemaakt en proberen zich voor te stellen hoe het leven daar was. Gaandeweg raken ze steeds meer aangetrokken tot elkaar wat erin resulteert dat ze een kind krijgen, een verstandelijk beperkt zoontje die ze Orphan noemen. Omdat er beperkte ruimte is op het schip en om inteelt te voorkomen wordt de voortplanting strikt gereguleerd door middel van kunstmatige inseminatie met ingevroren sperma uit een spermabank. Door hier tegen in te gaan worden Auguste en Celeste paria's binnen de gemeenschap en Orphan wordt in eerste instantie ook met de nek aangekeken.
Gaandeweg wordt Orphan geaccepteerd door de samenleving op het schip. August vindt zijn rust in eenvoudig werk in de botanische tuin van het schip. Celeste raakt steeds meer in een dip vooral nadat het nieuws over hun verboden liefde en de geboorte van Orphan de Aarde bereikt en ze bestookt wordt met haatmail. Orphan groeit op en wordt steeds populairder.
Abd al-Salaam, de kapitein van het schip, wiens reputatie door de affaire bezoedeld is, treedt uiteindelijk af en zijn zoon Aladdin neemt diens functie over, zeer tegen de zin van de jonge officier Australia die ook kapitein wil worden. Orphan bezoekt vaak de brug van het schip en tijdens een van zijn bezoekjes verklaart hij dat hij de kapitein is. De bemanningsleden vinden dit koddig en dus doen ze alsof hij de kapitein is. Dit wordt al gauw overgenomen door de rest van de scheepsbewoners.
Jaren gaan voorbij en Orphan is 13 jaar. Op de Aarde vindt er een internationale crisis plaats en de situatie verergert. Er komen steeds slechtere berichten binnen en dan komen er helemaal geen berichten meer binnen. Aladdin raakt hierdoor gestrest en stort in. Zijn vader neemt het roer weer over. Hij neemt contact op met de zusterschepen UNSS Afghanistan, Albania en Angola, ook al weet hij dat hij niet meer zal leven tegen de tijd dat het bericht aankomt en is beantwoord. Dagen later komt er een stroom van berichten en informatie binnen. De bewoners van de Aarde die weten dat het einde nadert uploaden alles wat ze nog kwijt willen en bewaard willen houden.
Aladdin neemt 9 maanden nadat de dood van de Aarde bekend werd de macht weer over van zijn vader. Maar zijn gezag is ernstig uitgehold en Australia ziet dat er een kans is voor hem om promotie te maken.
Het schip bereikt het punt waarbij het halverwege is tussen de Aarde en de planeet waar ze heen gaan. Dit leidt tot onvrede onder de bemanning doordat ze nu verder van de Aarde verwijderd zijn dan van de planeet waar ze heen gaan. Aladdin wordt door bijna niemand meer kapitein genoemd en wordt ook niet meer gesalueerd waardoor zijn gezag afbrokkelt. Orphan wordt door velen als de kapitein gezien. Om deze stemming te veranderen besluit Aladdin Orphan en zijn moeder Celeste af te zonderen in hun hut en hen communicatiemiddelen te ontzeggen. Dit slaat onmiddellijk terug op hem en nadat er zich een groep mensen, die gemerkt hebben dat Orphan en zijn moeder niet meer te bereiken zijn, zich voor de hut verzameld hebben daagt Orphan hem uit en vertelt hem dat hij de kapitein is. Aladdin raakt zijn gezag definitief kwijt. Australia neemt de dagelijkse leiding van het schip over maar Orphans wil is wet, al worden zijn kinderlijke woorden door de anderen vaak herïnterpreteerd.
De bemanning vraagt Orphan, die nu de feitelijke kapitein is, wat hij wil en hij zegt dat hij naar huis wil. Het schip wordt omgekeerd en vliegt terug naar de Aarde. Aladdin pleegt zelfmoord. Niet veel later pleegt ook Abd al-Salaam zelfmoord, overmand door verdriet over de dood van zijn zoon en de mislukking van de oorspronkelijke missie.
Op zijn 16e krijgt Orphan drie dochters van drie meisjes, One, Two en Three genaamd. Orphans macht wordt steeds absoluter hoewel hij kinderlijk en speels blijft. Hij wordt over de jaren die komen welhaast als een koning gezien en later zelfs als een god. Zijn dochter Three raakt geobsedeerd met het schrijven van een brief op echt papier, met echte inkt die ze in de ruimte wil uitwerpen om zich te verontschuldigen voor wat de mensheid heeft gedaan. Uiteindelijk slaagt ze hierin na jarenlang geëxperimenteerd te hebben met het maken van papier en inkt (in de tussentijd zijn August en Celeste overleden). Dit wordt, zoals met alles wat aan boord gebeurt, opgenomen door de boordcomputer en die opnames zijn publiekelijk opvraagbaar.
Twintig jaar later na het "versturen" van de brief raakt haar neef Jehangir geobsedeerd door haar en de brief. Hij beschouwt haar als een heilige persoon die heilige woorden in de ruimte uitwierp. Hij richt een sekte op en wordt al gauw The Nephew genoemd. Gaandeweg krijgt hij steeds meer steun onder de bevolking en uiteindelijk krijgt hij meer macht dan Orphan. Three wordt steeds zwakker en sterft uiteindelijk. Orphan sterft van verdriet over zijn favoriete dochter. The Nephew heeft de macht. Zijn volgelingen nemen net als Three een eed van abstinentie af en het geboortetal op het schip daalt naar nul. Het laatste kind dat geboren wordt is een meisje dat Ultima wordt genoemd. Vijftien jaar later krijgt ze een relatie met een twee jaar oudere jongen die Herakles heet. De macht van The Nephew wordt over de jaren absoluut en hij duldt geen ongeloof meer, enkele van de laatste tegenstanders, waaronder de stokoude Australia, worden in een luchtsluis gezet en krijgen de keuze: bekering, verhongering of de knop indrukken om de ruimte in te worden gezogen. Australia kiest meteen voor het laatste.
Na weer een decennium wordt er een bericht van de Aarde opgepikt. Het blijkt uit Pennsylvania afkomstig te zijn. The Nephew beveelt de communicatieofficier om een bericht terug te sturen waarin hij iedereen die het kan ontvangen op vriendelijke toon verzoekt om zich te verzamelen op een centrale plaats vlak bij de plaats waarvan het bericht afkomstig is. Een paar maanden later komt er een tweede bericht van de Aarde. Het blijkt afkomstig te zijn van de president van de Verenigde Staten die met wat er na de kernoorlog overgebleven is van de VS in Pennsylvania een nieuwe gemeenschap probeert op te bouwen. Hij dankt God dat de Armenia is teruggekeerd. Daarna volgt een derde (ditmaal versleutelde) boodschap waarin hij zegt dat de mensen daar ernstig zijn aangetast door ioniserende straling en hij stuurt wat foto's van ze. The Nephew laat de tweede boodschap horen aan de mensen in het schip en laat ze verzamelen op een centrale plaats (de "kathedraal"). Hij laat ze daar zien hoe de verminkte aardbewoners eruitzien en de volgelingen zijn daardoor zeer geschokt en ook over het feit dat ze nog steeds de oude christelijke godsdienst aanhangen. The Nephew stelt dan voor om het schip neer te laten storten op Pennsylvania wat overweldigend met instemming wordt begroet, behalve door Herakles en Ultima.
De voorbereidingen om het schip te laten neerstorten worden aangevangen. Vlak voordat het schip neer gaat storten ontsnappen Herakles en Ultima in een reddingscapsule. The Nephew zendt een laatste boodschap uit en zegt de mensen in Pennsylvania wat hij van plan is. Maar het is te laat om te ontkomen en het schip stort neer voordat iemand kan ontsnappen. Met de impact van het enorme ruimteschip wordt het laatste leven op Aarde uitgeroeid. Herakles en Ultima zijn de enige overlevenden maar met geen plaats om naartoe te gaan moeten ze rond de Aarde blijven zweven tot hun zuurstof op is. Daar worden ze duizend jaar later gevonden door de nazaten van de bewoners van een van de andere generatieschepen.

## Ontvangst
Het boek kreeg een overwegend positieve bespreking van Lorna Bradbury in The Daily Telegraph. Ursula Le Guin, die het boek besprak voor The Guardian, was er echter minder over te spreken.